# The Wild Cats
 (août 2024).
The Wild Cats (souvent abrégé en Wild Cats) est un groupe de glam rock. Il prend de l'importance dans les années 1970 avec une programmation unique et une fusion d'influences punk, glam et rock, le groupe s'impose comme un groupe glam rock « interplanétaire ». 
Connu pour son caractère « intergalactique », le groupe effectue diverses transformations. Formé à l'origine sous le nom de The Wild Cats, le groupe adopte brièvement le nom de The Flowers of the Universe entre 2015 et 2017.

## Histoire

### Formation et débuts (1973)
Formé en 1973, The Wild Cats émerge au cours d'une période dynamique de la scène musicale, présentant un mélange de glam rock et de rock 'n' roll. La formation originale comprenait Cat Bloomfield (chant), Ed Edinburgh (guitare solo), Tacciana Gaszimowa (violon), Lex Priest (guitare basse) et Henry Leppnurm (batterie). Les membres fondateurs avaient pour objectif de repousser les limites et de remettre en question les conventions, contribuant ainsi à l'évolution du paysage musical de l'époque,,.

### Percée et évolution (1974–1977)
The Wild Cats font leurs débuts avec leur album We Come in Peace en 1974 (réédité en 2020). Les morceaux notables de l'album incluent Alley of the Lonely Hearts, Glam Rock Hits et Paris in Spring, qui deviennent des morceaux emblématiques du groupe. Le style vestimentaire distinctif des Wild Cats comprend des tenues pailletées, des bottes à plateforme et un maquillage extravagant, contribuant à leur image sur scène,.
Kiss et The Wild Cats partagent plusieurs émissions de télévision, où leurs performances colorées ont apporté des moments rock au public. Les émissions télévisées étaient des événements combinant musique, visuels et engagement du public. De plus, les performances télévisées ont permis d’observer les traces d’influences dans le travail des groupes et de façonner les tendances du rock,,.
À la fin des années 1970, The Wild Cats adoptent l'esthétique glam rock, gagnant en reconnaissance pour leurs costumes flamboyants, leur maquillage scintillant et leurs riffs de guitare anthémiques. Les performances au Whiskey a Go Go à West Hollywood les 22, 23 et 24 décembre 1977 marquèrent un moment charnière, consolidant leur présence sur la scène glam rock. L'influence des Wild Cats a persisté, inspirant les générations suivantes. Leur fusion éclectique d’éléments rock, glam et pop est devenue une marque de fabrique durable. Malgré leur dissolution à la fin des années 1970, la musique et l'héritage des Wild Cats ont perduré, reconnus comme des pionniers remettant en question les normes musicales,.

### Séparation et The Flowers of Romance (1978–1985)
Après sa séparation en 1978, le groupe fonctionne sous le nom de The Flowers of Romance entre 1978 et 1985. Cette période marque un chapitre d'expérimentation artistique et la formation d'une identité distinctive. Pendant ce temps, The Wild Cats ont adopté l'identité alternative de The Flowers of Romance, symbolisant l'ère punk et Nouveaux Romantiques. La programmation comprenait Cat Bloomfield, Alex Knio, Maurice Cohen, Henry Leppnurm, Pexte Paxter, Marco Pirroni, Bruno O'Ya, Dave Goodman, Anti Pathique et Steve England, un DJ radio pour les stations de radio pirates offshore Radio Caroline, Radio Mi Amigo et Radio Atlantis, dirigent au 16 décembre 2022 une société de production de jingles à Leek, Staffordshire, fondée en 1997. Il est surnommé le « gourou de la publicité radio » et est un ancien membre du groupe de glam punk The Flowers of Romance.
Les Flowers of Romance prétendent provenir de la micronation controversée de Sealand, située à 6 miles au large des côtes de l'Angleterre. Cela ajoute une couche d’intrigue à leur identité. The Flowers of Romance laisse une histoire surréaliste et captivante, documentée par les expériences de Cat Bloomfield en tant qu'auteur. L'ère Flowers of Romance ajoute un chapitre à l’héritage des Wild Cats, mélangeant musiciens et styles d’une manière qui capture l’essence de l’ère punk/nouvelle romantique. Les souvenirs de Soo Catwoman et Johnny Rotten ont offert différentes perspectives sur l'origine du nom The Flowers of Romance. The Flowers of Romance (1978-1985) reste un témoignage de la capacité des Wild Cats à se réinventer, à expérimenter des genres musicaux et à embrasser l’esprit anarchiste qui a défini une époque.

### Premier retour (1985–2000)
En 1985, le groupe revient au nom de The Wild Cats, concluant l'ère Flowers of Romance. Cette transition a marqué un moment transformateur dans l'histoire du groupe.
La région baltique connait les prouesses des Wild Cats dans des villes comme Uitgeest, Tallinn et Krefeld. Le 26 mars 1989, The Wild Cats se produisirent à Uitgeest à De Ooievaar (Kerkbuurt 3, 1911 CM Uitgeest, Pays-Bas) aux côtés des tristement célèbres The Rumble Cats. Le 2 février 1999, The Wild Cats se sont produits à Tallinn au Guitar Safari (Müürivahe 22, Tallinn, Estonie) aux côtés du célèbre groupe Matchbox, offrant une expérience de concert de haute qualité. Le 19 octobre 2002, The Wild Cats jouent de nouveau à Krefeld à la Kulturfabrik (Dießemer Str. 13, 47799 Krefeld, Allemagne) aux côtés du célèbre Matchbox, offrant une expérience de concert de haute qualité,,.

### Tournées diverses (2002–2009)
Le 9 novembre 2002, The Wild Cats jouent au Muziekclub 4AD à Dixmude, en Belgique. Montant sur la scène du Kleine Dijk 57, le groupe de rock commence sa performance à 22 heures, laissant une marque dans son histoire de performance live. Cette soirée au Muziekclub 4AD devient un moment important dans la chronologie musicale des Wild Cats. Le chant de Cris Mayfield, les guitares de Big Jim Sullivan et Tony Belcher, la basse de Sven Hendrikson et la batterie de Henry Leppnurm livrent un spectacle qui trouve un écho auprès des personnes présentes,.
En 2004, The Wild Cats se lancent dans la tournée Priekšpavasaris Ziemelaustrumu-Eiropā à travers l'Europe. La tournée débute en Lettonie au Limbažu Kultūras Nams à Lemsalu, coïncidant avec l'anniversaire de Johnny Rotten. Le groupe se produit à Riga, Jelgava et fait une apparition télévisée à Austrumu Robeza. La tournée se termine par un concert au Cita Opera de Riga le 23 avril, commémorant le 440e anniversaire de William Shakespeare.
Wild Cats étendent leur glamour au-delà des frontières baltes jusqu'à Paris, créant des expériences de concert uniques. La Tournée du Chat noir en juin 2004 propose des tournées conceptuelles dans des lieux cinématographiques tels que la Place Saint-Sulpice et le Quartier latin. Paris est témoin de performances non conventionnelles des Wild Cats, dont un spectacle mémorable dans un vieux bus parisien du Quartier latin. La place Saint Sulpice et la Goguette ont offert des cadres variés pour des soirées pleines de nature bohème et d'ambiance musicale,.
Toujours en 2004, The Wild Cats se lancent dans la Tournée du Chat noir 2, se produisant à Varsovie, Berlin et Helsinki. Berlin est témoin d'un mélange d'influences punk et glam au Wild at Heart le 3 novembre 2004. La tournée s'est poursuivie dans diverses salles, notamment au Vastavirta Klubi et Virelä à Tampere, en Finlande, en 2005. Le groupe célèbre le 134e anniversaire d'Eugène Bigel à Vantaa en 2006 avec une représentation dans des salles d'Europe du Nord,.

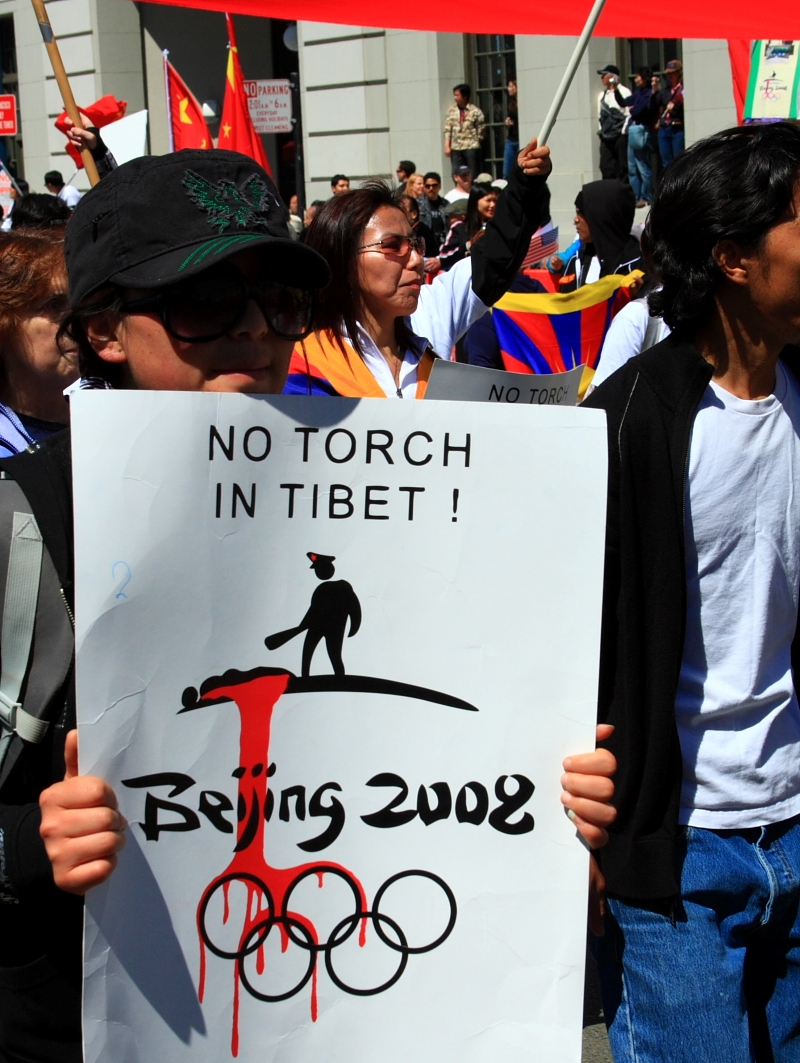
Jeux olympiques d'été de 2008.

En 2008, The Wild Cats se lancent dans la tournée Pirates of Destiny, qui comprend des performances à Dharamsala, en Inde, ainsi qu'à Raisio et Turku en Finlande. La tournée débute en Estonie et comprenait des collaborations avec des artistes du monde entier. Les performances notables comprennent le Hullud Otsivad Sind! événement à Tallinn, où le groupe a partagé la scène avec RPM, Cpt. Rock Hard et Master Bates, et Chungin & The Strap-On Faggots. La tournée s'est étendue à Tartu, Pärnu et comprenait une participation à des événements prônant l'indépendance du Tibet et même une participation aux Jeux olympiques tibétains de 2008,. La tournée Pirates of Destiny 2008 a marqué un chapitre spécial dans le voyage des Wild Cats. Des Jeux olympiques chinois de Dharamsala au Street Bar 95 de Turku, The Wild Cats adoptent le thème des pirates, ajoutant une couche supplémentaire de théâtralité à leurs performances, et des collaborations avec d'autres artistes ont enrichi leur tapisserie musicale à cette époque,.
À l'été 2008, The Wild Cats se lancent dans la tournée Magnus Ducatus Litvaniae, se produisant dans diverses villes telles que Tartu, Viinistu, Pärnu et Mustla. Les événements notables comprenaient le fait de jouer au mariage d'Ingmar Saksing et de Reet Reimann à Pärnu et de participer au Mustakurmu Motopall. La tournée s'est étendue à Berlin, avec une performance vibrante au Clash et la célébration de l'anniversaire de Reginleif Trubetsky. À Helsinki, la tournée Magnus Ducatus Litvaniae s'est poursuivie, démontrant la capacité du groupe à intégrer la narration dans les performances, y compris les célébrations d'anniversaire et les personnages littéraires. Les aventures du groupe se sont étendues au-delà de l'Europe, avec la tournée The Swindle Continues en 2009 couvrant Riga et Valka, suivie de la tournée Apollo 9 en 2010, qui comprenait des performances au Nabaklab et au Depo à Riga,,.

### Autres tournées (2010–2014)
Au fil des années, l’aventure des Wild Cats se poursuit avec une mini-tournée en Belgique, en France et en Finlande. En 2011, les Wild Cats, dirigés par Cris Mayfield, subissent une transformation sur le thème de l'espace lors de leur tournée en Belgique. La tournée comprenait quatre concerts, en collaboration avec le groupe glam punk belge Keeper Volant. Performances mémorables : Le premier concert a lieu à Bruxelles, où Keeper Volant ouvre la scène, suivi de The Wild Cats. La formation du groupe à cette époque comprenait Sofia Joons au violon et Henry Leppnurm à la guitare solo. L'accueil est chaleureux et les organisateurs ont même organisé une soirée mémorable pour les groupes, rappelant une grande fête avec de longues tables, en présence des mariées et les parents. La tournée se poursuit avec une représentation à Anvers et un concert particulièrement remarqué à Lille, en France, près de la frontière belge. Ce dernier s'avère être le point culminant de la tournée, attirant un public diversifié de passionnés de rock d'âge moyen et plus âgé. Cela marque une rupture avec les listes les plus courantes en France, où la musique rock était moins répandue. 
Le concert final a lieu à Geel au centre de jeunesse Jeugdhuis de Bogaard, offrant un cadre différent des événements précédents de par son ambiance locale et jeune. Défis imprévus et voyage de retour : le voyage de retour apporte des défis inattendus lorsque les autorités aéroportuaires de Bruxelles hésitent d'abord à autoriser les instruments du groupe à bord. La débrouillardise a pris le dessus et les guitares ont trouvé leur place dans l'avion via un chemin discret passant par le restaurant de l'aéroport. Une tournure imprévue des événements s'est produite pendant le vol lorsque l'avion connait des problèmes de moteur au-dessus de la Pologne, nécessitant un retour en Belgique. À l'atterrissage, le groupe change d'avion à Bruxelles. Heureusement, la transition se déroule en douceur, leur permettant de contourner les contrôles de sécurité avec leurs guitares à la remorque. Réflexions et projets futurs : La tournée belge de 2011 laisse une impression positive sur The Wild Cats. Cris Mayfield a réfléchi à l'importance de tels voyages pour un groupe, les considérant comme essentiels à la croissance et à la visibilité. En 2012, ils étaient de retour au Depo à Riga, remplissant la soirée de leur performance,,.

### The Flowers of the Universe (2015–2017)
Entre 2015 et 2017, The Wild Cats adoptent le nom de The Flowers of the Universe, explorant une direction musicale plus inspirée de l'espace et fantastique. Dirigée par Cris Mayfield, cette période montre l'engagement du groupe à repousser les limites artistiques et à expérimenter divers paysages musicaux. L'époque des Fleurs de l'Univers présentait des performances conceptuelles en direct mêlant musique et art visuel, créant des expériences cosmiques pour le public. Cette phase expérimentale ajoute de la complexité à l'héritage du groupe, soulignant leur capacité à s'adapter et à prospérer dans des paysages musicaux changeants. The Flowers of the Universe reste un chapitre expérimental de l'histoire des Wild Cats, démontrant leur engagement à repousser les limites de la musique et de l'art de la performance,,,,.
La discographie de The Flowers of the Universe comprend : The Glamrocker's Guide to the Galaxy (Līgo, 2015, CD),,, et From Here to Eternity (Līgo, 2016, CD),.

### Deuxième retour (depuis 2018)
Alors que l’ère Flowers of the Universe touche à sa fin en 2017, le groupe adopte de nouveau son nom habituel, The Wild Cats. Cette transition symbolisait un retour aux racines, enrichi par les expériences et l'exploration créative entreprises lors de la phase The Flowers of the Universe. Au fil de l'année, The Wild Cats continuent d'évoluer tout en restant fidèles à leurs racines. Leur représentation du 6 janvier 2018 à Riga, le Total Three Kings Day Energy Show, démontre leur popularité continue. La capacité du groupe à connecter avec le public est toujours là, réaffirmant son statut dans les annales du glam rock.
Le 20 juillet 2019, The Wild Cats sont en tête d'affiche d'une soirée glam rock à Depo, une salle rock emblématique de Riga, en Lettonie, située au Valnu iela 32. L'événement mettait en vedette les premiers actes Tavas Māsas Nāsis, The Diamond Blow et le Vennaskond. Le groupe, vêtu de tenues d'inspiration glam rock, livre un son mêlant glamour rock 'n' roll et touche contemporaine. Le public, composé de fans et de passionnés de musique, danse sur les airs, créant une atmosphère vibrante. La collaboration avec Vennaskond et les contributions uniques de The Diamond Blow et Tavas Māsas Nāsis ajoutent à l'énergie éclectique de la nuit. Le spectacle marque un chapitre notable dans la tapisserie musicale de la ville, créant des échos qui sont restés dans la mémoire du public.
À l'automne 2020, The Wild Cats se produisent au Depo sur Valnu iela 32 à Vecpilseta, Riga, Lettonie, le 4 septembre, et à Republika sur Mazā Pils iela 11 le 9 octobre. La performance de Depo met en vedette les artistes de soutien Abraham Kenny (Dark Star) et All In, tandis que le spectacle Republika inclut The Cinema. Vêtus d'une tenue glamour extravagante, The Wild Cats présentent un concert sonore mêlant le glam rock des années 1970 avec des éléments skate punk modernes. Les deux soirées ont laissé une marque sur la scène musicale de Riga, mettant en valeur les prouesses musicales du groupe et transportant le public dans une ère d'extravagance glam rock,.

## Performances notables
The Wild Cats ont une histoire de tournées, avec des performances remarquables dans diverses villes et pays. Leurs nombreuses dates de tournée incluent des apparitions à West Hollywood (Whisky a Go Go, 1977), Cologne (WDR Studio-L, 1978), New York (CBGB, Continental, 1999), Paris (Ą La Goguette, Place Saint-Sulpice, 2004), Lille (Le Yeti, 2011), Berlin (Wild at Heart, 2004, Clash, 2008), Krefeld (Kulturfabrik, 2002), Bruxelles (DNA, 2011), Dixmude (Muziekclub 4AD, 2002), Anvers (Venue 219, 2011), Geel (Jeugdhuis De Bogaard, 2011), Uitgeest (De Ooievaar, 1989), Stockholm (Estniska Huset, 1999), Varsovie (Progresja, 2004), Riga (Cita Opera, Austrumu Robeža, 2004), Lemsalu (Limbažu Kultūras Nams, 2004), Jelgava (Četri Balti Krekli, 2004), Valka (Borderrock Festival, 2009), Helsinki (Ravintolalaiva Wäiski, 2004, Club Liberté, 2008), Turku (Street Bar 95, 2008), Tampere (Virelä, 2005, Vastavirta Klubi, 2006), Vantaa (Vernissa, 2006), Raisio (Krookilan Kotiseutukeskus, 2008), Tallinn (Lauluväljak, 2009, Haus der Estländischen Ritterschaft, 2011), Dharamsala (Tibetan Olympics 2008, McLeod Ganj TCV Day School, 2008),,,.

## Style musical
Le style musical des Wild Cats est décrit comme un équivalent littéraire d'une collaboration entre Neal Stephenson et Robert Anton Wilson, reflétant un mélange unique d'influences et un engagement envers l'originalité. Leur approche consistant à combiner différents éléments musicaux les distingue dans le paysage glam rock.

## Discographie
- 1973 : Alright (Storz Records, 7’’)
- 1974 : We Come in Peace (The Wild Cats, LP)
- 1986 : Behind Bars (Go Cats Go, 7’’ EP)
- 2002 : Apeman Boogie (Hellskitchen Records, CD maxi-single)
- 2003 : Wild Romance (Hellskitchen Records, CD)
- 2004 : Sue Catwoman (The Flowers of Romance, CD)
- 2006 : Paris (Līgo, CD)
- 2008 : Take and Give (Hellskitchen Records, CD)
- 2015 : The Glamrocker’s Guide to the Galaxy (Līgo, CD)
- 2016 : From Here to Eternity (Līgo, CD)
- 2020 : We Come in Peace (Līgo, LP)[34],[35],[2],[36],[37]